# Пу Док Рян
Пу Док Рян (кор. 부덕량, 夫德良, 5 ноября 1911 – 4 октября 1939) — хэнё с острова Чеджудо, которая возглавила антияпонское движение хэнё в период японской оккупации Кореи (1910 – 1945).

## Биография
Пу Док Рян родилась 5 ноября 1911 года в деревне Хадори на острове Чеджудо. Стала хэнё в 13 лет. Она обучалась в школе Хадори для фермеров и хэнё. Занятия проходили по ночам, так как днём хэнё занимались своим промыслом. Основными дисциплинами школы Хадори были корейская письменность, ханча, арифметика, история, география и ведение хозяйства. Также занятия проводились по таким просветительским книгам, как «Хрестоматия земледельца» и «Хрестоматия рабочего», которые способствовали укреплению чувства самосознания своей нации у учеников школы. Именно тогда у Пу Док Рян стали формироваться антиимпериалистические взгляды.

## Антияпонское движение
Во времена японского господства на Корейском полуострове хэнё подвергались жестокой эксплуатации со стороны японских властей острова Чеджудо. Японцев интересовали водоросли, которые использовались не только в лечебных целях, но и в изготовлении пороха для огнестрельного оружия. Хэнё были вынуждены не только заниматься ловлей, но и работать на заводах по переработке водорослей. Помимо того, что тяжелый труд хэнё оплачивался чрезвычайно низко или не оплачивался вообще, ныряльщицы были лишены отдыха и подвергались жестокому обращению со стороны японских надсмотрщиков. В 1920 году была создана ассоциация хэнё с целью защиты личных и экономических прав хэнё. В 1925 г. президентом ассоциации был назначен японский бюрократ, и эксплуатация хэнё возобновилась с новой силой. Возмущенные несправедливым отношением хэнё создают свою независимую ассоциацию и готовятся к демонстрациям. В январе 1932 года хэнё подают жалобу с просьбой положить конец эксплуатации. Однако власти Чеджудо не предприняли никаких действий. 7 января 1932 года хэнё Пу Док Рян, Пу Чун Хва и Ким Ок Рён собрались на рынке Сехвари и, вооружившись мотыгами, возглавили протест против японского произвола и повели за собой около 300 хэнё к офису профсоюза в Чеджуып. Вторая демонстрация состоялась через пять дней, 12 января. В этой демонстрации участвовали не только хэнё с района Гуджвамён, но и женщины с районов Чонгимён (ныне Сонсанып), Ёнпёнри (ныне Удо) и Сихынри. В результате 24 января были арестованы около 100 хэнё. Среди них  оказались хэнё Пу Чун Хва, Ким Ок Рён и Пу Док Рян, которые считались главными инициаторами антияпонского движения хэнё на острове Чеджудо. Их доставили в полицейский участок Мокпхо и подвергли жестоким пыткам. В марте 1932 года все хэнё, кроме Пу Чун Хва, Ким Ок Рён и Пу Док Рян, были освобождены. Пу Док Рян и остальные хэнё были приговорены к 6 месяцам заключения. 17 июня того же года они были освобождены из-под стражи ввиду приостановки расследования. Пу Док Рян умерла в возрасте 27 лет от последствий пыток, перенесенных в тюрьме.

## Награды
В 2005 году Пу Док Рян была посмертно награждена орденом «За заслуги в создании государства».

## Память
4 апреля 2006 года на кладбище в деревне Хадори на могиле Пу Док Рян была установлена памятная плита .
22 сентября 2018 года на территории музея ныряльщиц острова Чеджудо состоялась торжественная церемония открытия мемориальных бюстов Пу Док Рян, Пу Чун Хва и Ким Ок Рён.